# قحطی کانکی
قحطی کانکی (به ژاپنی: 寛喜の飢饉, Kanki no kikin)، یک قحطی بود که ژاپن را در دوره کاماکورا تحت تأثیر قرار داد. قحطی در سال ۱۲۳۰ آغاز شد و تا سال ۱۲۳۱ ادامه داشت. در زمان سلطنت امپراتور گو-هوریکاوا بود. شوگون ژاپن کوجو یوریتسونه بود. قحطی در سراسر ژاپن شدید بود. ناشی از هوای سرد ناشی از فوران‌های آتشفشانی بود که بعداً با فروپاشی عمومی جامعه همراه شد.
هوای سرد غیرعادی از سال ۱۲۲۹ شروع شد و در نتیجه کمبود مواد غذایی به وجود آمد. از آنجایی که باران‌های بیش از حد، سرما و کولاک محصول‌های کشاورزی را در ژوئیه ۱۲۳۰ از بین برد، کمبود به قحطی تبدیل شد و مردم در سپتامبر ۱۲۳۰ به‌طور دسته جمعی جان خود را از دست دادند. کمبود نور خورشید باعث شد تا سرما بسیار شدید باشد، لباس‌های زمستانی در بهار و تابستان ضروری بود. تلاش‌های امدادی امپراتور و شوگون سالاری عموماً بی‌اثر بود، زیرا اصلاً غذا در دسترس نبود. برای سهولت جابجایی جمعیت در مناطق آسیب دیده، قاچاق انسان در سال ۱۲۳۱ قانونی شد، از جمله ابزارهای دیگر - مصادره و توزیع اجباری غذا. نظم اجتماعی از هم پاشید و گروه‌های دزد غارتگر (از جمله راهبان بودایی سابق) رایج شدند. درگیری حتی به گوریو نیز سرایت کرد، زیرا ساکنان گرسنه کیوشو به شهرهای ساحلی برای غذا حمله کردند. در زمستان ۱۲۳۰–۱۲۳۱ آب و هوا معکوس به گرمی شد و این بار در سال ۱۲۳۱ به دلیل کمبود رطوبت خاک و کمبود بذر، محصول از بین رفت.
به‌طور کلی، حدود یک سوم از جمعیت ژاپن جان خود را از دست دادند (تلفات ۱٬۵۰۰٬۰۰۰–۲٬۰۰۰٬۰۰۰)، به این معنی که قحطی کانکی ممکن است بدترین قحطی در تاریخ ژاپن باشد. در همان سالها قحطی بزرگ به روسیه روس کی‌یف و ولیکی نووگورود نیز رسید.
اولین جایی که هوجو یاسوتوکی به آن رفت، ولایت ایزو (شبه جزیره ایزو امروزی، استان شیزوئوکا) و ولایت سوروگا (بخش مرکزی و شمال شرقی استان شیزوئوکا) بود که دستور اهدای برنج به طبقه ثروتمند را دریافت کرد. برنج اهدایی «سویکومای» نام داشت و به عنوان بذر به کشاورزان قرض داده شد و با بهره به ثروتمندان بازگردانده شد. اما با توجه به وضعیت اضطراری، علاوه بر تمدید مدت بازپرداخت از کشاورزان، در صورت عدم امکان بازپرداخت، خود یاسوتوکی هوجو بازپرداخت را انجام می‌دهد.
علاوه بر این، مالیات سالانه معاف شد و بار مردم عادی را کاهش داد. علاوه بر این اقدام‌های رسمی، خود هوجو یاسوتوکی نیز شیسوکن یاکوری (قوانین ترویج صرفه جویی) را صادر کرد. به‌طور خاص، مردم باید تعداد وعده‌های غذایی خود را کاهش دهند، مهمانی‌ها و سرگرمی‌های نوشیدنی را لغو کنند، از پوشیدن لباس‌های نو خودداری کنند و از استفاده از چراغ‌ها در شب خودداری کنند. محدودیت‌های غذایی به ویژه سختگیرانه بود و شاعر کیوتو "فوجیورا نو تیکاً در دفتر خاطرات خود "Meigetsuki" نوشت.
«این به عنوان شرایطی که در آن شما نمی‌توانید زنده بمانید، حتی اگر بیمار نباشید توصیف می‌شود. من به معنای واقعی کلمه در آستانه مرگ از گرسنگی بودم.»
با این حال، حتی با این تلاش‌ها، غلبه بر قحطی دشوار بود و هوجو یاسوتوکی ممنوعیت قاچاق انسان را که قبلاً ممنوع شده بود، لغو کرد. در دوره‌های هی آن و کاماکورا، زمانی که بهره‌وری کشاورزی پایین بود، قاچاق انسان بخش مهمی از معاملات تجاری بود. آثار قحطی آنقدر شدید بود که چاره ای جز تحمل آن به عنوان یک اقدام اضطراری نداشتند. این اقدام ویژه تا سال ۱۲۳۹ میلادی ادامه یافت، که نشان می‌دهد اثرات قحطی کانکی نزدیک به ۱۰ سال به طول انجامید.